# ایگور شکویرین
ایگور شکویرین ( روسی: Игорь Анатольевич Шквырин ، Igor Anatolievich Shkvyrin (متولد 29 آوریل 1963 در تاشکند ) یک فوتبالیست حرفه ای ازبک بازنشسته است که در چندین باشگاه در اروپا و آسیا و تیم ملی فوتبال ازبکستان بازی کرده است . وی اخیراً سرمربی سوگدیانا جیزاخ شده است.
او چندین فصل در لیگ برتر اتحاد جماهیر شوروی به همراه اف سی پاختاکور تاشکند بازی کرد و سپس به اسرائیل رفت و در آنجا برای تیم هاپوئل تل آویو بازی کرد و پس از مدتی به مالزی رفت تا برای تیم پاهنگ FA بازی کند. وی در کارنامه خود 275 گل به ثمر رسانده و عضو باشگاه 200 برادور عبدالوریموف است. 
شکویرین 31 بازی برای تیم ملی فوتبال ازبکستان انجام داد و از 1992 تا 2000 توانست 20 گل به ثمر یرساند.  وی در مسابقات فوتبال بازیهای آسیایی 1994 در هیروشیما ژاپن بازی کرد (اولین بار تیم ملی ازبکستان پس از استقلال از اتحاد جماهیر شوروی در یک تورنمنت رسمی فوتبال شرکت کرد و قدرتمندانه به مدال طلا دست یافت). یکی از دغدغه های ایران در این تورنمنت روبرو شدن با تیم ازبکستان بود که در نهایت با حذف تیم ایران در مراحل اولیه این اتفاق نیفتاد.
- قهرمان سوپرلیگ مالزی : 1995
- قهرمان لیگ ازبکستان : 1998
- نایب قهرمان لیگ ازبکستان : 2001
- جام ازبکستان : 2001
- قهرمان لیگ ملی فوتبال (هند) : 1999-2000
- قهرمان بازی های آسیایی : 1994
- بهترین گلزن لیگ اول شوروی : 1990 (37 گل)
- لیگ برتر فوتبال ملی (هند) بهترین گلزن: 1999-2000 (11 گل)
- بهترین گلزن لیگ ازبکستان : 1998 (22 گل)
- باشگاه 200 عضو Berador Abduraimov : 275 گل
- بهترین بازیکن سال ازبکستان : 1994
- بهترین بازیکن و گلزن برتر بازی های آسیایی 1994 : 8 گل (7 مسابقه)
- لیگ ازبکستان مقام چهارم: 2009
- مربی سال فوتبال ازبکستان : 2009
- مربی ماه UzPFL (1): مارس 2015

1. ↑  Есть Клуб Узбекистанских Бомбардиров! (часть вторая) بایگانی‌شده  در ۲۰۱۱-۱۰-۰۴ توسط Wayback Machine 25 Июля 2008, (به روسی)
2. ↑  "Uzbekistan - Record International Players". RSSSF. Retrieved 2008-10-02.

- ایگور شکویرین در National-Football-Teams.com
- ایگور شکویرین at FootballFacts.ru (روسی)
- ایگور شکویرین در پایگاه فوتبال